# Duncan Jones
Duncan Jones (rodným jménem Duncan Zowie Haywood Jones; * 30. května 1971) je britský filmový režisér. Jeho otcem je britský zpěvák David Bowie a matkou americká modelka Angela Bowie. Svůj první krátkometrážní film s názvem Whistle natočil v roce 2002; v následujících letech natáčel převážně reklamy a několik koncertů svého otce. S dalším filmem Moon přišel v roce 2009, o dva roky později pak byl představen Zdrojový kód.